# ブロックチェーン

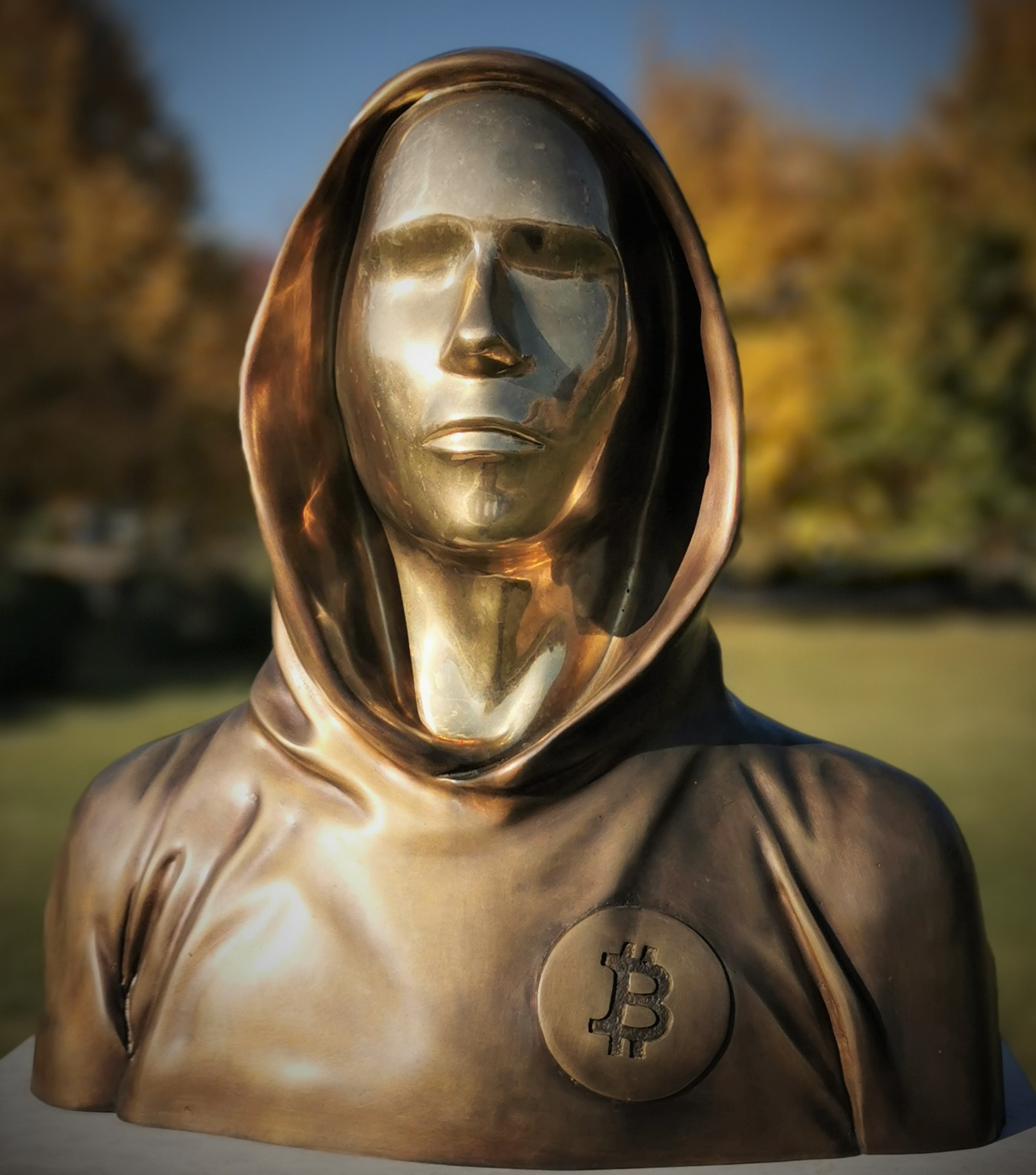
ブダペストにあるサトシ・ナカモトに捧げられた像。

ブロックチェーン（英語: blockchain、もともとはブロック・チェーン）は、電子的な台帳であり、暗号技術を使ってリンクされたブロックと呼ばれるレコードの増大するリストの事を指している。各ブロックには、前のブロックの暗号化ハッシュ 、タイムスタンプ、トランザクションデータ（一般的にはマークルツリーで表される）が含まれている。
設計上、ブロックチェーンはデータの改変に強い。ブロックチェーンは、「2つの当事者間の取引を効率的かつ検証可能で恒久的な方法で記録することができるオープンな分散型台帳」である。分散型台帳として使用する場合、ブロックチェーンは通常、ピアツーピアのネットワークによって管理され、ノード間通信と新しいブロックの検証のためのプロトコルに準拠している。一度記録されたブロックのデータは、後続のすべてのブロックを変更しない限り、遡及的に変更することはできない。ブロックチェーンの記録は変更不可能ではないが、ブロックチェーンは設計上安全であると考えられ、高いビザンチンフォールトトレランスを持つ分散型コンピューティングシステムの例とされている。したがって、分散型コンセンサスがブロックチェーンで主張されてきた。
ブロックチェーンは、2008年にサトシ・ナカモトという名前を使った人物（またはグループ）が、暗号通貨ビットコインの公開取引台帳としての役割を果たすために発明したものである。サトシ・ナカモトの正体は現在まで不明のままである。ブロックチェーンの発明により、ビットコインは信頼できる当局や中央サーバーを必要とせず、二重取引問題を解決する最初のデジタル通貨となった。ブロックチェーンは決済手段の一種と考えられている。ビットコインの仕組みは他のアプリケーションにも影響を与え、一般に公開されているブロックチェーンは暗号通貨以外の分野でも広く利用されつつある。プライベートなブロックチェーンは、ビジネスでの利用が提案されている。コンピュータワールドなどの情報源は、ブロックチェーンのように適切なセキュリティモデルを持たないマーケティングを「スネーク・オイル」（詐欺・インチキ・誇大広告）と呼んでいる。

## 技術的概要

下から上にブロックチェーンが形成される

ブロックチェーンは、「ブロック」と呼ばれるデータの単位を生成し、鎖（チェーン）のように連結していくことによりデータを保管するデータベースである。つまり、ここでいうブロックはノードである。主鎖（黒）の同一性は、起源ブロック（緑色）がもつハッシュ値を究極的な拠り所とする。すなわち、各々のブロックは、その一つ前のブロックのハッシュ値を持っており、そのハッシュ値を遡ってたどることで、ブロックが、どのようにつながっているかをたどることができる。主鎖は、起源ブロックから現在のブロックまでの最長の一連のブロックとすると定義されている。そのため、たとえフォークと呼ばれる、あるブロックを一つ前のブロックとして指し示すブロックが複数作成され、ブロックチェーンが分岐する現象が起きたとしても、そのうち長いほうが主鎖として合意され、その他のものは孤児ブロック（紫色）として主鎖の外側に存在する。また、まれにフォークを故意に起こし、主鎖でない方のブロックチェーンを別の仮想通貨のブロックチェーンとして扱うハードフォークが行われることもある。
あるブロックチェーンに参加する者のうち、プルーフ・オブ・ワーク（PoW）と呼ばれる、計算に時間のかかる値を最初に計算した者が、次のブロックを生成することができる（プルーフ・オブ・ステーク（PoS） など別の手法もある）。あるブロックの内容はそのブロックのハッシュ値が直後のブロックに記載されることで証明されている。そのため、いったんチェーンに追加されたブロックを改竄するには、それ以降のブロックを全て破棄し、これまでに時間をかけて行われてきた各ブロックのPoWの演算を全てやり直さなくてはならないため、現実的には改竄はできないとされている。要約値とも呼ばれるハッシュ値は、データの同一性・関連性を認める際に目安となるが、その信頼性は、異なるデータから同一のハッシュ値が生成される衝突の頻度による。ブロックチェーンに応用した場合は、改竄でないデータを改竄として検出しないかどうか、応用自体の正否に立ち入った検証を必要とする。
ビットコインにおいて「お金の帳簿」であったブロックチェーンは、イーサリアムにおいて拡張され、任意のプログラムを帳簿として載せる機能（スマート・コントラクト）が実装された。これにより、銀行業務、役所業務をはじめ、IoTなどの分野にブロックチェーン技術を適用することが技術的に可能となった。
その後、分散型金融（DeFi）分野の急成長によりイーサリアムにおける取引量が増加した結果、同ブロックチェーンではトランザクションが円滑に処理されずに遅延したり、取引手数料（GAS代）が高騰したりといった問題（いわゆるスケーラビリティ問題）が顕在化した。イーサリアム・プロジェクトではコンセンサスアルゴリズムをPoWからPoSに変更すると同時に、全部で5つのマイルストーンによってスケーラビリティ問題の解決を図ろうとしているが、それらがすべて達成されるのは計画通りに進んだとしても2028年頃になると見られる。
一方、イーサリアムで顕在化した課題をクリアしつつ、デファクト標準的な立ち位置にあるイーサリアムの市場シェアを切り崩そうとするブロックチェーンとして、AvalancheやFantom、Harmony、Solanaといったプロジェクトも出現している。また、イーサリアムの共同創設者でイーサリアム・プロジェクトでは最高技術責任者を務めていたギャビン・ウッドが立ち上げたPolkadotなどのプロジェクトも注目を集めている。

## 世界的応用
ブロックチェーンの代表的なものとしては、ビットコイン や イーサリアム などが挙げられる。ビットコインは通貨の帳簿であるのに対し、イーサリアムはプログラムの帳簿とでもいうべきものである。イーサリアムにおいて、任意のコンピュータプログラムを帳簿に載せることができるため、スマート・コントラクト（自動契約）や分散型金融（DeFi）・分散型取引所（DEX）が可能になるなど世界中の注目を集めている。
ブロックチェーンにおいて画期的であるのは、市場参加のメカニズムの障壁を取り除いたことである。インターネットにつながったコンピュータであれば、誰でも採掘（マイニング）などのトークン発行プロセスあるいは、どのトークン生成が正しいのか、トランザクションが正しい順序で取り込まれているのかなどといった銀行が特権的におこなっている検証作業への参加が可能となったことである。また、プロトコル自体は既存の銀行システムよりセキュリティが高い。既存システムとの価値交換の場として設けられた中央集権的な取引所において、プロトコルとは全く関係ないところの話での盗難事件などが多発しているが、これは参加者（特定の取引所）のモラルが低かったためである。
Zcash、Moneroなどの暗号通貨はブロックチェーン技術において重要なもので、匿名暗号通貨とよばれる範疇に入る。ゼロ知識証明という数学的に正しく担保された理論を背景に匿名で取引（トランザクション）することができる。ビットコインなどの多くのブロックチェーンにおいては、取引はどのアドレスからどのアドレスに対して、いくらを送ったのかといった情報が公開されており、アドレスが誰のものか判明しさえすれば、取引記録は公然のものとなる。イーサリアムなどにおける、契約情報やプログラムを載せたトランザクションについても同様のことが言える。こうした、あまりにも透明すぎる取引の実態に対して、プライバシーを確保するものが、匿名暗号通貨と呼ばれる。
非代替性トークン（NFT）とは、ブロックチェーンを活用して一意で代替不可能なデータ単位を作る技術である。暗号通貨とは異なり代替性を持たない唯一のデータである。画像・動画・音声、およびその他の種類のデジタルファイルと関連づけることが可能で、「関連づけられているファイルなどの真正性や所有権を証明する」と主張され、2022年から2023年にかけて大きなバブルを引き起こした。

## 金融機関の取り組み
カナダ、中国、イングランド、ヨーロッパ、スウェーデン、シンガポール、南アフリカなどの中央銀行も、ブロックチェーンに基づく暗号通貨の発行について研究している。ここにいう中央銀行には、イングランド銀行、連邦準備制度、日本銀行をふくむ。
フィンテックをふくむ多様な情報技術にブロックチェーンは利用される。ブロックチェーンの用途として検討されているものとして、ビットコインなどの暗号通貨の他 に、スマート・コントラクトとの組み合わせによる取引の自動化、財やサービスの取引や権利の記録への適用などがある。仮想通貨以外の応用はブロックチェーン2.0と呼ばれる。新興諸国を対象に電子政府を超越したビットネイション構想が提出されており、現に南アフリカ共和国ではスマートメーターにブロックチェーンが適用されている。マン島は2016年8月8日モノのインターネットに対する応用を試験すると公表している。
2016年9月29日、ユーロクリアとPaxos がロンドン貴金属市場協会でブロックチェーンを稼動させるために提携した が、失敗し後に提携を取り消している。ロンドン貴金属市場協会は、2010年に金取引データが非公開になったり（HSBC#沿革）、協会内部のシルバー・フィックスで価格操作が行われた疑いによる訴訟が提起されたり（ドイツ銀行#概説）した。ユーロクリアはゴールド・フィックスとシルバー・フィックスの両方に参加するJPモルガンと同じモルガングループであり、また顧客に匿名口座を開設している。香港金融管理局はブロックチェーン技術は匿名性を利用して違法な取引や資金洗浄に援用されるリスクがあると2016年11月に報告した。
ブロックチェーンはミューチュアル・ファンドにも採用されている。

## リスク・懸念
ブロックチェーン上で個人情報を扱うにはプライバシー上の懸念があり、リスク軽減の方法が研究されている。

## エネルギー消費に関する懸念
ブロックチェーンのマイニング（取引が検証され確認されるP2Pのコンピュータ計算）には相当量のエネルギーが必要となる。2018年6月、国際決済銀行はエネルギー消費量の多さから、パブリック・プルーフ・オブ・ワーク・ブロックチェーンの使用を批判した。2021年、ケンブリッジ大学が行った調査では、ビットコイン（121. 36TWh/年）は、アルゼンチン（121TWh）やオランダ（108.8TWh）よりも多くの電力を年間に使用する。 Digiconomistによれば、1つのビットコイン取引は約707.6kWhの電気エネルギーを必要とし、これはアメリカの平均世帯が24日間で消費するエネルギーの量に相当する。
2021年2月、アメリカ合衆国財務長官ジャネット・イエレンはビットコインを「取引を行うための極めて非効率な方法」と呼び、「取引の処理に消費されるエネルギー量は驚異的」と述べた。 2021年3月には、ビル・ゲイツが「ビットコインは人類が知るどの方法よりも取引に電力を使う」「気候にとって良いとは言えない」と述べている。
カリフォルニア大学バークレー校国際コンピュータ科学研究所のニコラス・ウィーヴァーは、ブロックチェーンのオンラインセキュリティ、およびプルーフ・オブ・ワーク型パブリックブロックチェーンのエネルギー効率を調査し、いずれの場合も著しく不十分であることを明らかにした。2018年にビットコインに使われた31～45TWhの電力は、17～22.9メガトンのCO2を発生させた。
暗号通貨業界では、高いエネルギー消費に対する懸念から、プルーフ・オブ・ワークのブロックチェーンモデルから、よりエネルギー消費の少ないプルーフ・オブ・ステークモデルへの移行を検討する企業も出てきている。

## 日本株式市場への影響
2015年12月から2016年1月にかけて、インフォテリア株式会社の報道発表（2015年12月4日） を皮切りに、さくらインターネット株式会社（同12月16日）、株式会社アイリッジ（同12月17日）、株式会社ロックオン（同12月28日）、株式会社オウケイウェイブ（2016年1月6日） など、ブロックチェーンに関する業務提携を報道発表した上場企業の株式が軒並みストップ高を記録する現象が発生した。さくらインターネット株式会社の株式にいたっては1ヶ月間で5.5倍も上昇する など、各社とも大幅な株高となり、同期間において日経平均株価が低迷する中、極めて目立つ存在となった。
2016年4月7日日本取引所グループは、野村総合研究所 と共同でブロックチェーンに関する実証実験を開始する事で合意したことを発表した。同グループは2月16日すでに日本アイ・ビー・エム との実証実験合意を発表している。ブロックチェーンに記録される情報は、証券など資産の移転を証明するとともに、これまで証券取引の清算機関が一元管理していた証券振替記録のデータベースそのものになる。この実証実験では、ハイパーレジャー（Hyperledger）・プロジェクトのフレームワークを利用する。
日本の情報産業はブロックチェーン技術を次のようなビジネスへ応用することを検討している。ビットコインなどの暗号通貨の他、スマート・コントラクトとの組み合わせによる取引の自動化、財やサービスの取引や権利の記録への適用等である。2016年の日本の経済産業省の推定によれば、ブロックチェーンの市場規模は67兆円に及ぶとされる。
ブロックチェーンのグローバルな開発ブームは株式市場を動かしたのみでなく、次節以下の新しい団体も設立させている。
2018年1月29日、仮想通貨関連の業界団体が自主規制団体として統合する方針を固めた。

## 啓蒙活動

### ブロックチェーン推進協会 （BCCC）
2016年4月25日に、インフォテリア、テックビューロ、カレンシーポート、さくらインターネット、日本マイクロソフトなどを中心とする発起メンバー34社によって一般社団法人ブロックチェーン推進協会、英名：Blockchain Collaborative Consortium（略称：BCCC）が発足し、ブロックチェーン技術を金融業界のみならず他の業界への普及を推進していくとした。同協会は、理念として「ブロックチェーン ニュートラル」、「プラットフォーム ニュートラル」、「グローバルに連携しガラパゴス化しない」、「反社会的勢力、反市場的勢力の排除」を掲げ、ブロックチェーンの健全な発展と普及に貢献するとしている。2016年6月29日には、ジャパンネット銀行、PwCあらた監査法人などを加え、会員企業が61社に達したと報道発表を行った。2019年1月現在、加盟数は270社に到達しており、BCCCは2019年末までに350社の加盟を目指すとの目標を公表している。

### 日本ブロックチェーン協会 （JBA）
日本ブロックチェーン協会は、独自に技術としてのブロックチェーンを定義している。
ブロックチェーンは以下の諸点でビットコインよりも一般化された概念である。
1. 管理者を置けるし、取引履歴も非公開の形で運用できる[注 3]。
2. 採掘者（マイナー）[注 4] や、暗号通貨ないしトークンは設計次第で必ずしも要しない。
3. 企業などによって運用されている既存の決済・ポイントサービスなどのシステムを、記録が非公開で運用されるブロックチェーンのシステムに代替することにより運用コストが削減され、決済手数料等が抑えられると期待されている[58][59][60][61][62]。

2016年4月27日、ガイアックス・VOYAGE GROUP・日本マイクロソフト・GMOインターネット・bitflyer・orb等28社の参画による一般社団法人日本ブロックチェーン協会（JBA、Japan Blockchain Association）が発足した。同団体は2014年に設立された日本価値記録事業者協会（JADA）を改組する形で設立され、ブロックチェーン技術の普及促進や、政策提言をしていくことを目的としている。2016年10月、JBAは「ブロックチェーンの定義」として、プルーフ・オブ・ワーク（PoW）の特徴など、ビットコインにおけるブロックチェーンを意識した「狭義の定義」と、前者を踏襲し、ブロックチェーンのコンポーネント技術に言及した「広義の定義」の2項目を提唱した。JBAは、この定義に関する議論、および公開に至った背景として、「ブロックチェーン」という語の濫用・誤用を挙げている。
同団体による狭義のブロックチェーンとは、「ビザンチン障害を含む不特定多数のノードを用い、時間の経過とともにその時点の合意が覆る確率が0へ収束するプロトコル、またはその実装」をさす。同団体による広義のブロックチェーンとは、「電子署名とハッシュポインタを使用し改竄検出が容易なデータ構造を持ち、且つ、当該データをネットワーク上に分散する多数のノードに保持させることで、高可用性及びデータ同一性等を実現する技術」を指す。